# Scaphotettix splinterus
Scaphotettix splinterus är en insektsart som beskrevs av Li och Wang 2005. Scaphotettix splinterus ingår i släktet Scaphotettix och familjen dvärgstritar. Inga underarter finns listade i Catalogue of Life.